# Colorado Children's Chorale
La Colorado Children's Chorale è un gruppo di canto riconosciuto a livello nazionale in Colorado, con sede al 2420 West, 26º Avenue, Suite 350-D, Denver, Stati Uniti.

## Storia
Fu fondata nel 1974, come risultato del fortunato assemblaggio da parte del fondatore, Duain Wolfe, di un gruppo di giovani che si esibirono nella produzione del Sogno di una notte di mezza estate nella Central City Opera House. Wolfe seppe riconoscere l'opportunità di soddisfare la continua necessità di una risorsa corale per bambini professionalmente preparati e, come tale, la missione primaria della Corale come un gruppo per interpretare rimane a tutt'oggi.
Sotto la guida di Deborah DeSantis, direttore artistico e Direttore dei Tour e Meg Steitz, direttore esecutivo, la Colorado Children's Chorale addestra ogni anno più di 500 membri di età compresa tra i 7 ed i 14 anni, provenienti da tutte le estrazioni sociali, economiche ed etniche, che rappresentano più di 180 scuole nella zona metropolitana di Denver e tutto il Front Range del Colorado. Inoltre i programmi di formazione della Chorale servono ai bambini delle comunità con poche risorse in tutto il Front Range, attraverso partenariati scolastici che forniscono tutoraggio settimanale e l'educazione musicale per gli studenti elementari e gli insegnanti, così come quattro cori della comunità non provinati che offrono agli studenti l'opportunità di provare ed eseguire nelle loro comunità locali. Entrambi i programmi sono forniti gratuitamente a studenti e insegnanti. Il programma di educazione della Chorale si è aggiudicato un finanziamento dal National Endowment for the Arts e ha ricevuto un Education Outreach Award dal Chorus America.
Dalla sua fondazione nel 1974, la Corale ha cantato in innumerevoli spettacoli con alcune delle migliori organizzazioni dello spettacolo di tutto il mondo, tra le quali The Colorado Symphony, Central City Opera, Opera Colorado, Colorado Ballet, Opera Omaha, Toledo Opera, l'Aspen Music Festival, il Grand Teton Music Festival, e l'Orchestra e Coro della BBC del Galles. La Corale è apparsa con gli artisti di fama mondiale Plácido Domingo, Zubin Mehta, James Levine e Richard Hickox. Si è anche esibita per numerose personalità, tra le quali Papa Giovanni Paolo II e il Dalai Lama, presidenti, imperatori e first ladies del mondo. Le trasmissioni di spettacoli comprendono Today Show della NBC; Natale speciale della CBS, lo Spirito della Stagione, in onda su CBS 4 di Denver; e le trasmissioni della BBC degli spettacoli alla Royal Albert Hall del Promenade Music Festival della Corale. Nel corso degli anni, la Corale ha commissionato e presentato grandi opere di compositori importanti come Gary Fry, John Kuzma, Samuel Lancaster, Normand Lockwood e Stephen Paulus. Nel 2008, la Corale ha commissionato e presentato in anteprima mondiale A Stream of Voices di Gene Scheer e David Shire, un musical scritto e interpretato da bambini.
La Corale fa spettacoli su invito in tutto il Colorado, nazionali e internazionali. Tour di concerti hanno impegnato la Corale attraverso tutti gli Stati Uniti, dai piccoli centri rurali alle grandi città e hanno compreso spettacoli alla Casa Bianca ed al Lincoln Center. A livello internazionale, la Corale si è esibita in Brasile, Canada, Cina, Inghilterra, Francia, Hong Kong, Italia, Giappone, Scozia, Sud Africa, Corea del Sud, Spagna, Svizzera e Taiwan.
La Colorado Children's Chorale è un'organizzazione no-profit di tipo 501(c)3.

## Spettacoli
Nel corso degli anni la Corale ha visitato molti luoghi in Colorado ed in tutti gli Stati Uniti, nonché paesi come Cina, Spagna, Francia, Gran Bretagna, Brasile e Corea del Sud. Fondata da un importante direttore di coro americano, Duain Wolfe, la Corale ha ottenuto il riconoscimento nazionale, comparendo sul Today Show della NBC, gli Speciali di Natale della CBS e le trasmissioni della BBC de The Proms alla Royal Albert Hall con l'Orchestra e il Coro della BBC del Galles. La Corale si è anche esibita con Opera Colorado, Colorado Ballet, Opera Omaha, Toledo Opera e in molti festival estivi come l'Aspen Music Festival, dove cantò il coro dei bambini in una esecuzione della Sinfonia n. 8 di Mahler nel 1994. La Corale si è esibita con molti famosi musicisti classici e popolari, come Plácido Domingo, Zubin Mehta, James Levine, Philippe Entremont, Harlem Boys Choir, Richard Hickox, Three Dog Night, Bob Hope, Danny Thomas, Tony Randall, Kathie Lee Gifford, Céline Dion, John Denver, Bobby McFerrin, Michael McDonald, Hazel Miller, Linda Ronstadt e Natalie Cole. Si è esibita per le cerimonie di apertura del Festival Olimpico di Atalanta del 1995, per la Giornata Mondiale della Gioventù del 1993, la Veglia per Papa Giovanni Paolo II e nel 2008 per la Convenzione Nazionale Democratica, oltre a spettacoli per il Dalai Lama, per presidenti, imperatori e first ladies del mondo. Come parte della loro tradizione di esecuzioni, la Corale si esibisce spesso con una coreografia e lavora con molti registi e coreografi riconosciuti a livello nazionale. Wolfe andò in pensione dal suo ruolo di direttore artistico della Corale nel 1999.

## Residenza Vail
Ogni anno, il Tour del Coro risiede per una settimana a Vail, Colorado per imparare e preparare il repertorio per la stagione successiva. Con il sostegno della comunità locale, mentre è in residenza, la Corale offre lo spettacolo di un laboratorio di 3 giorni senza alcun costo per i bambini dai 7 agli 11 anni, delle aree Eagle e Summit County. La settimana si conclude con uno spettacolo pubblico gratuito che si tiene presso l'Anfiteatro Gerald R. Ford.